# Atlanta Hawks 1994-1995
La stagione 1994-95 degli Atlanta Hawks fu la 46ª nella NBA per la franchigia.
Gli Atlanta Hawks arrivarono quinti nella Central Division della Eastern Conference con un record di 42-40. Nei play-off persero al primo turno con gli Indiana Pacers (3-0).

## Roster
| N° | Naz.                   | Ruolo | Sportivo          | Anno | Alt. | Peso |
| -- | ---------------------- | ----- | ----------------- | ---- | ---- | ---- |
| 1  | Stati Uniti (bandiera) | G     | Ennis Whatley     | 1962 | 191  | 80   |
| 2  | Stati Uniti (bandiera) | GA    | Stacey Augmon     | 1968 | 198  | 93   |
| 3  | Stati Uniti (bandiera) | GA    | Craig Ehlo        | 1961 | 198  | 82   |
| 4  | Stati Uniti (bandiera) | A     | Ken Norman        | 1964 | 203  | 98   |
| 5  | Russia (bandiera)      | G     | Sergej Bazarevič  | 1965 | 188  | 76   |
| 8  | Stati Uniti (bandiera) | G     | Steve Smith       | 1969 | 201  | 91   |
| 10 | Stati Uniti (bandiera) | G     | Mookie Blaylock   | 1967 | 183  | 82   |
| 11 | Stati Uniti (bandiera) | G     | Fred Vinson       | 1971 | 193  | 86   |
| 11 | Stati Uniti (bandiera) | G     | Morlon Wiley      | 1966 | 193  | 84   |
| 14 | Stati Uniti (bandiera) | G     | Jim Les           | 1963 | 180  | 75   |
| 17 | Stati Uniti (bandiera) | A     | Tom Hovasse       | 1967 | 203  | 93   |
| 22 | Stati Uniti (bandiera) | AC    | Cadillac Anderson | 1964 | 208  | 104  |
| 28 | Stati Uniti (bandiera) | C     | Andrew Lang       | 1966 | 211  | 111  |
| 32 | Stati Uniti (bandiera) | C     | Jon Koncak        | 1963 | 213  | 113  |
| 33 | Stati Uniti (bandiera) | GA    | Tyrone Corbin     | 1962 | 198  | 95   |
| 34 | Stati Uniti (bandiera) | A     | Doug Edwards      | 1971 | 201  | 100  |
| 42 | Stati Uniti (bandiera) | AC    | Kevin Willis      | 1962 | 213  | 100  |
| 43 | Stati Uniti (bandiera) | A     | Grant Long        | 1966 | 203  | 102  |

## Staff tecnico
- Allenatore: Lenny Wilkens
- Vice-allenatori: Dick Helm, Brian Winters, Gary Wortman